# 旭堂南陵 (3代目)
三代目旭堂 南陵（きょくどう なんりょう、1917年1月25日 - 2005年8月17日）は、日本の講談師。二代目旭堂南陵の次男。本名：浅井 美喜男。

## 経歴

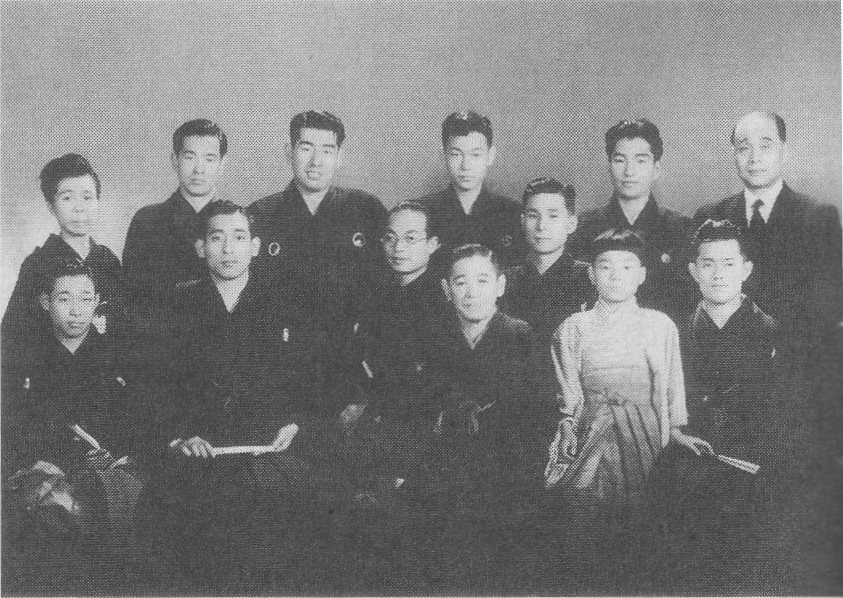
1955年正月、「宝塚若手落語会」
後列左から3人目が南陵

大阪府東区に、紺屋の浅井鶴造（二代目旭堂南陵）・康子の次男として生まれる。のちに初代旭堂南陵の養子に入り、浅井姓となる。大阪貿易学院支那語学科卒業後、1933年、2代目旭堂南陵に入門。初名は旭堂南海。1940年、2代目旭堂小南陵を襲名し、真打昇進。1941年に応召し、中国大陸で敗戦を迎える。1946年に帰国。
1948年、笑福亭光鶴（六代目松鶴）・桂米朝・桂小春（三代目春団治）・桂あやめらと「さえずり会」を結成し、上方落語と上方講談の復興に乗り出す。1949年、関西演芸協会の立ち上げに奔走し、初代会長に二代目旭堂南陵が就く。1957年、上方落語協会が発足し、会計担当者となる。1965年、二代旭堂南陵が死去し、唯一の上方講談師となる。
1966年10月、3代目旭堂南陵を襲名。上方講談協会を創設し初代会長に就く。
1995年、大阪府舞台芸術賞受賞。1996年、勲五等旭日双光章を受章。1997年、文化財保護法に基づき、国の記録作成等の措置を講ずべき無形文化財「講談」の保持者に認定される。2000年、大阪市民表彰。
2005年8月17日午前10時10分、肺炎のため大阪府東大阪市の病院で死去。88歳没。
2006年、第11回上方演芸の殿堂入り。

## 弟子
- 4代目旭堂南陵
- 旭堂左南陵
- 旭堂南左衛門
- 旭堂南鱗
- 旭堂南北
- 旭堂南華
- 旭堂南海
- 旭堂南湖